# Hợp chất hữu cơ

Hình 1 : Methan (CH4) - Một trong những hợp chất hữu cơ đơn giản nhất

Các hợp chất hữu cơ (hay organic compound), là một lớp lớn của các hợp chất hóa học mà các phân tử của chúng có chứa carbon (h.1) . Các hợp chất hữu cơ có thể có nguồn gốc từ tự nhiên hoặc do các phản ứng nhân tạo.
Sự phân chia giữa hợp chất hữu cơ và hợp chất vô cơ mang tính tùy ý có nguyên nhân lịch sử; tuy nhiên, nói chung thì các hợp chất hữu cơ được định nghĩa như là các hợp chất có liên kết C—H (tuy vậy, dù acid oxalic không có liên kết C—H trong phân tử nhưng nó vẫn là một hợp chất hữu cơ) và các hợp chất vô cơ là những hợp chất còn lại. Vì thế acid carbonic được coi là hợp chất vô cơ, trong khi acid formic là hợp chất hữu cơ, mặc dù đôi khi người ta vẫn gọi nó là “acid carbonous" và anhydride của nó, carbon monoxide, là một chất vô cơ.
Hợp chất hữu cơ còn được định nghĩa theo nhiều tài liệu hóa học tiếng Việt (bao gồm sách giáo khoa) là các hợp chất của carbon (trừ các oxide của carbon, muối carbonat, cyanide, carbide, carbonyl kim loại,…).
Tên gọi "hữu cơ" là một tên gọi lịch sử, có lẽ có từ thế kỷ 19, khi người ta tin rằng các hợp chất hữu cơ chỉ có thể tổng hợp trong cơ thể sinh vật thông qua cái gọi là vis vitalis - "lực sống". Thuyết cho rằng các hợp chất hữu cơ về cơ bản là khác biệt với các "hợp chất vô cơ", nghĩa là không được tổng hợp thông qua "lực sống", đã bị bác bỏ do sự tổng hợp urê (NH2)2C=O, một hợp chất hữu cơ, từ kali cyanide và nhôm sulfat bởi Friedrich Wöhler.
Phần lớn các hợp chất hữu cơ tinh khiết được sản xuất nhân tạo; tuy nhiên, thuật ngữ "hữu cơ" cũng được sử dụng để miêu tả các sản phẩm được sản xuất mà không có các hóa chất nhân tạo (xem sản xuất hữu cơ).
Cần phân biệt hợp chất hữu cơ với vật chất hữu cơ (tên tiếng Anh: organic matter).

## Phân loại hợp chất hữu cơ

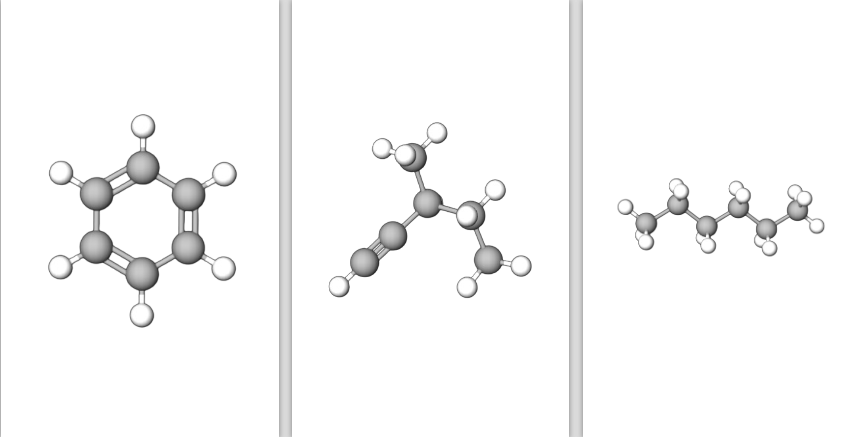
Hình 2 (từ trái sang phải) : Các phân tử có: Mạch vòng không nhánh - benzen, mạch hở phân nhánh - 3-methyl-1-pentyn và mạch thẳng - hexan.

Dựa vào thành phần các nguyên tố, hợp chất hữu cơ được phân thành 2 loại:
- Hydrocarbon là những hợp chất mà phân tử chỉ gồm 2 nguyên tố C và H.
- Dẫn xuất của hydrocarbon là những hợp chất mà phân tử có các nguyên tố khác ngoài C và H.

Dựa theo mạch carbon của phân tử, hợp chất hữu cơ được phân thành: 
- Hợp chất có mạch vòng (h.2) .

- Hợp chất không có mạch vòng gồm mạch thẳng và mạch nhánh (h.2) .

Dựa vào các nhóm chức có trong phân tử, các hợp chất là dẫn xuất của hydrocarbon được phân thành 3 loại:
- Hợp chất hữu cơ đơn chức là hợp chất chỉ có 1 nhóm chức (h.3) .
- Hợp chất hữu cơ đa chức là hợp chất có nhiều nhóm chức nhưng cùng 1 loại nhóm chức (h.4) .
- Hợp chất hữu cơ tạp chức là hợp chất có nhiều loại nhóm chức khác nhau (h.5) .

Hình 3 : Acid acetic là hợp chất hữu cơ đơn chức (1 nhóm -COOH)

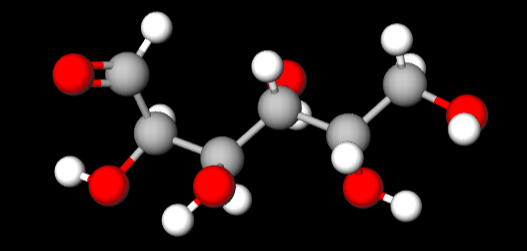
Hình 5 : Glucose (mạch hở) là hợp chất hữu cơ tạp chức (1 nhóm -CHO và 5 nhóm -OH)

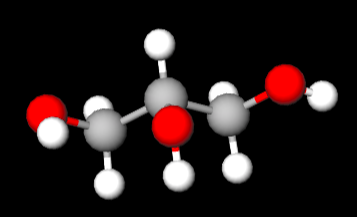
Hình 4 : Glycerol là hợp chất hữu cơ đa chức (3 nhóm -OH)

Nhận biết các nhóm chức bằng phổ hồng ngoại (IR). Một số nhóm chức tiêu biểu được nêu trong Hình 6.

Hình 6 : Một số nhóm chức cơ bản (trích SGK Hóa học 11 Chân trời sáng tạo)

Hình 7 : Tín hiệu phổ hồng ngoại của một số nhóm chức cơ bản (trích SGK Hóa học 11 Chân trời sáng tạo)

## Công thức phân tử hợp chất hữu cơ
Công thức phân tử biểu thị số lượng nguyên tử của mỗi nguyên tố trong phân tử.
Công thức phân tử hợp chất hữu cơ có thể được thiết lập dựa trên tỷ lệ phần trăm khối lượng của các nguyên tố hoặc theo khối lượng sản phẩm của phản ứng cháy hoặc thông qua công thức đơn giản nhất (là công thức biểu thị tỷ lệ tối giản về số nguyên tử của các nguyên tố).

## Cấu trúc phân tử hợp chất hữu cơ

### Thuyết cấu tạo hoá học
Thuyết cấu tạo hóa học kèm theo khái niệm về cấu tạo hóa học được đưa ra bởi A. M. Butlerov (người Nga) vào năm 1861:
1. Trong phân tử hợp chất hữu cơ, các nguyên tử liên kết với nhau theo đúng hóa trị và theo trật tự nhất định. Thứ tự liên kết đó gọi là cấu tạo hóa học. Sự thay đổi thứ tự liên kết đó, tức là thay đổi cấu tạo hóa học, sẽ tạo ra hợp chất khác.
2. Trong phân tử hợp chất hữu cơ, carbon có hóa trị IV. Nguyên tử carbon không những có thể liên kết với nguyên tử của các nguyên tố khác mà còn có thể liên kết với nhau tạo thành mạch carbon.
3. Tính chất của các chất phụ thuộc vào thành phần phân tử và cấu tạo hóa học.

Hình 8: Công thức cấu tạo đầy đủ của ethanol

### Công thức cấu tạo
Công thức cấu tạo biểu diễn thứ tự và cách thức liên kết của các nguyên tử trong phân tử.
Công thức cấu tạo có thể được viết theo 3 cách: cách viết khai triển (công thức cấu tạo đầy đủ - viết tất cả các nguyên tử và các liên kết giữa chúng), cách viết thu gọn (công thức cấu tạo thu gọn - viết gộp nguyên tử C và các nguyên tử khác liên kết với nó thành từng nhóm) và cách viết thu gọn nhất (công thức khung phân tử - chỉ viết các liên kết và nhóm chức, đầu mút của các liên kết chính là các nhóm CHx với x đảm bảo hóa trị IV của nguyên tử C).
VD: Ethanol
Công thức cấu tạo đầy đủ: Hình 8.

Hình 9: Công thức khung phân tử của ethanol

Công thức cấu tạo thu gọn: {\displaystyle {\ce {CH3-CH2-OH}}}
Công thức khung phân tử: Hình 9.

### Đồng đẳng

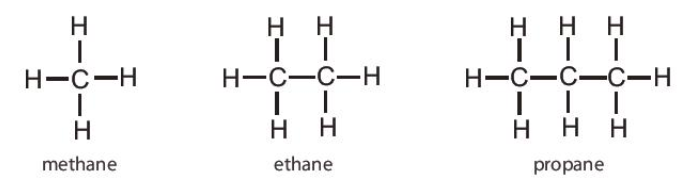
Hình 11 : 3 chất đầu tiên của dãy đồng đẳng alkane

Những hợp chất có thành phần phân tử hơn kém nhau 1 hay nhiều nhóm CH2 nhưng có tính chất hóa học tương tự nhau được gọi là đồng đẳng.
Dãy đồng đẳng là dãy gồm các chất đồng đẳng (h.11) .
Sở dĩ các chất trong cùng dãy đồng đẳng có tính chất hóa học tương tự nhau là do chúng có cấu tạo hóa học tương tự nhau.

### Đồng phân
Những hợp chất có cùng công thức phân tử được gọi là đồng phân.
VD : 
Với công thức phân tử là {\displaystyle {\ce {C4H10}}} có 2 hợp chất :
- Butan có công thức cấu tạo là {\displaystyle {\ce {CH3-[CH2]2-CH3}}}
- Isobutan có công thức cấu tạo là {\displaystyle {\ce {CH3-CH(CH3)-CH3}}}

Với công thức phân tử là {\displaystyle {\ce {C2H6O}}} có 2 chất :
- Ethanol có công thức cấu tạo là {\displaystyle {\ce {CH3-CH2-OH}}}
- Dimethyl ether có công thức cấu tạo là {\displaystyle {\ce {CH3-O-CH3}}}

#### Đồng phân cấu tạo
Đồng phân cấu tạo là những hợp chất có cùng công thức phân tử nhưng cấu tạo hóa học khác nhau.
Phân loại:
- Đồng phân nhóm chức là những đồng phân khác nhau về bản chất nhóm chức.
- Đồng phân mạch carbon là những đồng phân khác nhau về sự phân nhánh của mạch carbon.
- Đồng phân vị trí nhóm chức là những đồng phân khác nhau về vị trí của các nhóm chức.
- Đồng phân vị trí liên kết bội là những đồng phân khác nhau về vị trí của các liên kết đôi hoặc liên kết ba.

#### Đồng phân lập thể
Đồng phân lập thể là những đồng phân có cùng công thức cấu tạo nhưng khác nhau về cấu trúc không gian của phân tử, cụ thể là sự phân bố các nguyên tử trong không gian.

### Liên kết hóa học
Trong phân tử hợp chất hữu cơ, các nguyên tử liên kết với nhau theo liên kết cộng hóa trị:
- Liên kết đơn là liên kết do 1 cặp eletron dùng chung tạo nên. Liên kết đơn luôn là liên kết σ.
- Liên kết đôi là liên kết do 2 cặp electron dùng chung tạo nên. Liên kết đôi gồm 1 liên kết σ và 1 liên kết π.
- Liên kết ba là liên kết do 3 cặp electron dùng chung tạo nên. Liên kết ba gồm 1 liên kết σ và 2 liên kết π.